# Judita Gálová
Judita Gálová (* 20. listopadu 1952) byla československá politička ze Slovenska maďarské národnosti a bezpartijní poslankyně Sněmovny lidu Federálního shromáždění za normalizace.

## Biografie
K roku 1986 se profesně uvádí jako zootechnička. Ve volbách roku 1986 zasedla do Sněmovny lidu (volební obvod č. 151 - Dvory nad Žitavou, Západoslovenský kraj). Ve Federálním shromáždění setrvala do ledna 1990, kdy rozhodnutím Národní fronty ztratila svůj mandát v rámci procesu kooptací do Federálního shromáždění po sametové revoluci.